# 小林亀久雄
小林 亀久雄（こばやし きくお、1894年（明治27年）1月16日 - 1941年（昭和16年）10月9日）は、日本の外交官。駐アフガニスタン公使。

## 経歴
山梨県中巨摩郡明穂村（現・南アルプス市）出身。1918年（大正7年）高等試験行政科試験に合格。翌年、東京帝国大学法学部法律科を卒業し、農商務属となった。1920年（大正9年）に外務省に転じ、外務事務官、国際連盟事務局事務官、外務省条約局勤務、フランス大使館三等書記官、同二等書記官、チェコスロバキア公使館二等書記官を歴任。1933年（昭和8年）外務省条約局第一課長となり、1936年（昭和11年）に通商局総務課長に転じた。さらにベルギー大使館参事官、ジュネーブ総領事兼国際会議帝国事務局次長を経て、1941年（昭和16年）4月に駐アフガニスタン公使に任命された。同年9月に赴任したが同年10月に病死した。

## 栄典
- 1940年（昭和15年）8月15日 - 紀元二千六百年祝典記念章[6]